# Pierre-Morains

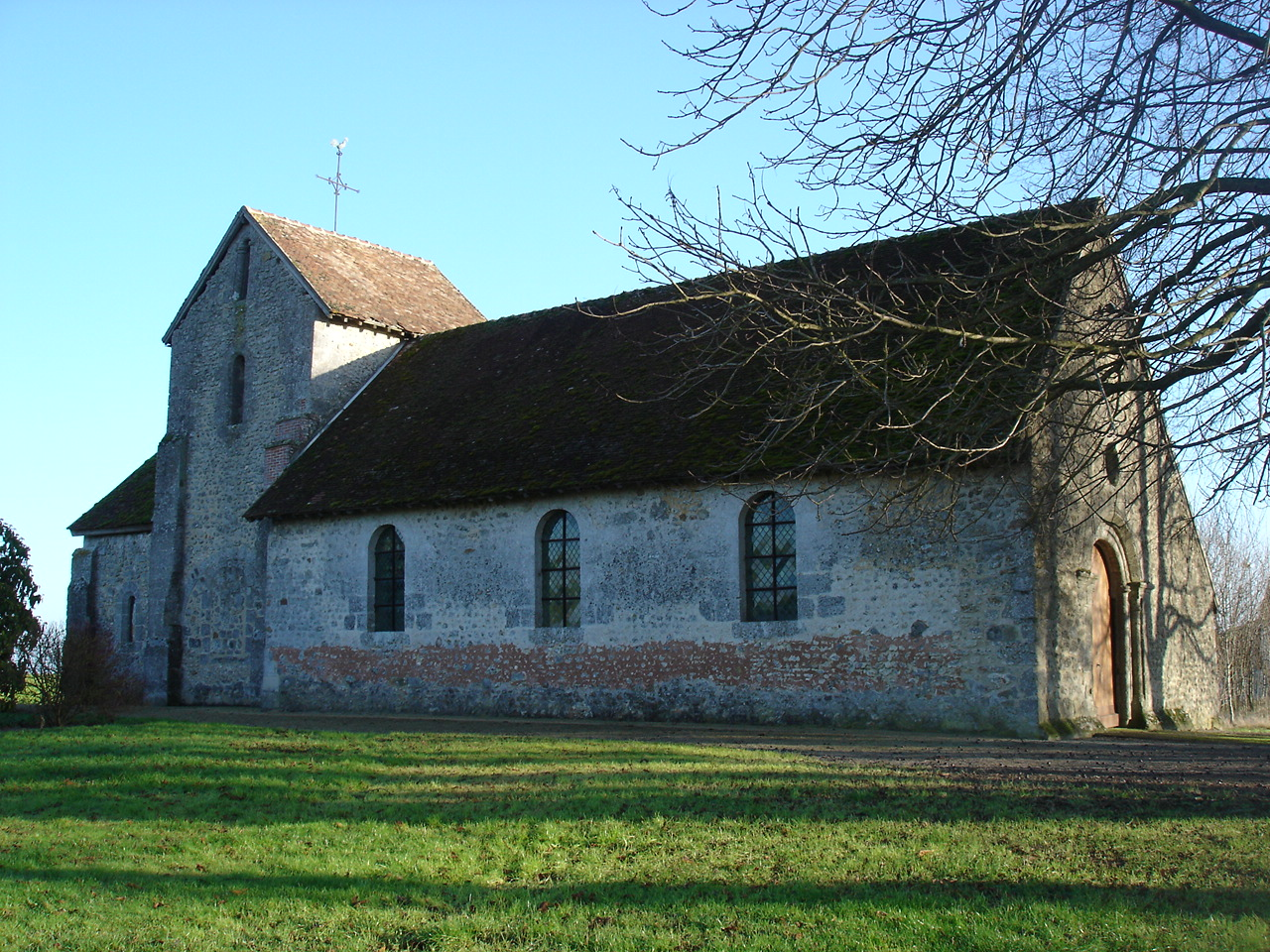
Kerk

Pierre-Morains is een gemeente in het Franse departement Marne (regio Grand Est) en telt 94 inwoners (2009). De plaats maakt deel uit van het arrondissement Epernay.

## Geografie
De oppervlakte van Pierre-Morains bedraagt 13,1 km², de bevolkingsdichtheid is dus 7,2 inwoners per km².
De onderstaande kaart toont de ligging van Pierre-Morains met de belangrijkste infrastructuur en aangrenzende gemeenten.

## Demografie
Onderstaande figuur toont het verloop van het inwonertal (bron: INSEE-tellingen).